# アンデシュ・ヤハン・レチウス

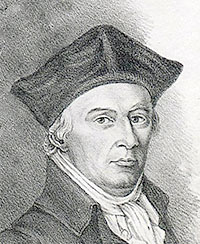
Anders Jahan Retzius

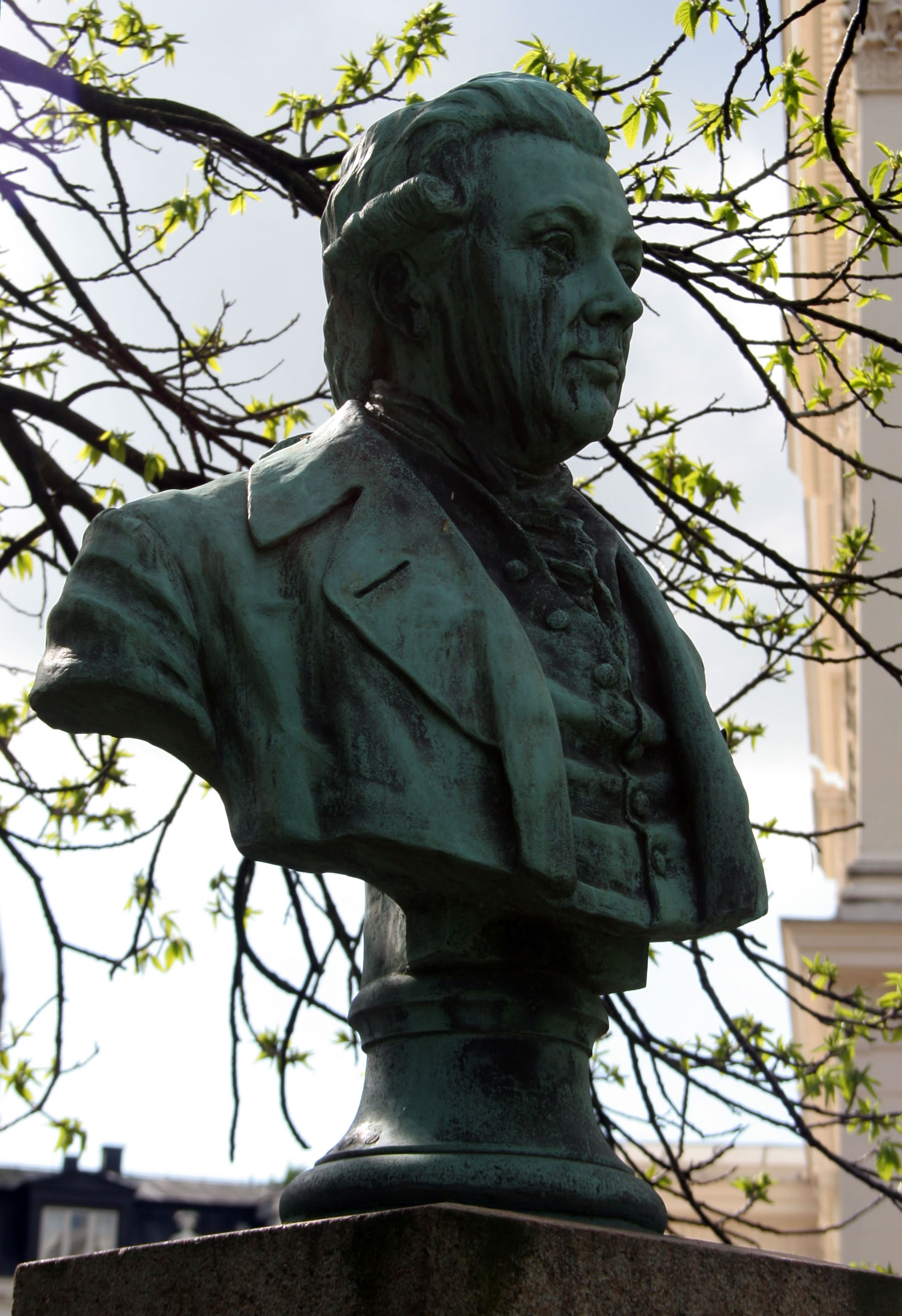
ルンド大学の胸像

アンデシュ・ヤハン・レチウス（Anders Jahan Retzius、1742年10月3日 - 1821年10月6日）は、スウェーデンの薬剤師、植物学者、昆虫学者である。ルンド大学の教授を務めた。

## 生涯と業績
クリスチャンスタードで生まれた。1758年にルンド大学に入学し、1766年に学位を得て、卒業した。薬剤師の訓練を受け、1766年からルンド大学の薬学（化学）の講師となり、1667年からは博物学の講師も務め、1777年に非常勤の教授となり、その後も1812年に引退するまで、さまざまな教授職を務めた。1782年にスウェーデン王立科学アカデミーの会員に選ばれた。
昆虫の分類学の分野で働き、様々な新種の昆虫を記載した。多くの弟子を育て、その中には植物学者のカール・アドルフ・アガードや動物学者、考古学者のスヴェン・ニルソン（Sven Nilsson）、植物学者、昆虫学者のカール・フレドリック・ファーレン、昆虫学者のヨハン・ウィルヘルム・ゼタールステッドらがいる。
息子のアンデシュ・レチウスは解剖学者となり、孫のグスタフ・レチウスも医師として著名である。
スティルベ科（Stilbaceae）の属名Retziaに献名されている。

## 著作
- Primae Lineae pharmaciae : in usum praelectionum Suecico idiomate . Dieterich, Gottingae 1771 Digital edition by the University and State Library Düsseldorf
- Inledning till djur-riket : efter herr archiatern och riddaren Carl von Linnés lärogrunder (1772)
- Observationes botanicae (1778–91)
- Floræ Scandinaviæ prodromus; enumerans: plantas Sveciae, Lapponiae, Finlandiae, Pomeraniae, Daniae, Norvegiae, Holsatiae, Islandiae & Groenlandiae (Holmiæ 1779; 2nd edition (1795)
- (edited and revised:) Charles De Geer, Genera et species insectorum, e generosissimi auctoris scriptis extraxit, digessit, quoad portem reddidit, et terminologiam insectorum Linneanam addidit (1783)
- Lectiones publicæ de vermibus intestinalibus (1784)
- Försök til mineral-rikets upställning. (1795)
- (edited and revised:) Carolus Linnaeus, Faunae Svecicae a C à Linné inchoatae pars prima sistens mammalia, aves, amphibia et pisces Sueciae quam recognovit, emendavit et auxit (1800).
- Försök til en Flora Oeconomica Sveciae, eller swenska wäxters nytta och skada i hushållningen (1806–07)